# Dercetina travancorensis
Dercetina travancorensis es una especie de insecto coleóptero de la familia Chrysomelidae.
Fue descrita científicamente en 1936 por Maulik.